# Sebastian Mladen
Sebastian Mladen (Calafat, 11 dicembre 1991) è un calciatore rumeno, difensore del Panaitōlikos.

## Carriera

### Club
Cresce nella scuola calcio di Gheorghe Popescu, in patria. Nel gennaio 2008 passa alla Roma, per la cifra di 516 mila euro, e viene aggregato alla formazione Primavera. Il 9 luglio 2011 passa alla Juve Stabia con la formula del prestito ma l'acquisto non viene ufficializzato in tempo dalla società stabiese e così il calciatore si accasa al Chindia Târgoviște, sempre con la formula del prestito. Nell'estate 2012, Mladen passa in prestito al Viitorul Costanza.

### Nazionale
Mladen conta 5 presenze per la Romania under 21. Giocò il primo incontro ufficiale il 3 giugno 2011: fu schierato titolare nel pareggio a reti inviolate contro il Kazakistan under 21, in una sfida valida per le qualificazioni al campionato Under-21 del 2013.

## Statistiche

### Presenze e reti nei club
Statistiche aggiornate al 6 marzo 2024.
| Stagione                  | Squadra                   | Campionato                | Campionato | Campionato | Coppe nazionali | Coppe nazionali | Coppe nazionali | Coppe continentali | Coppe continentali | Coppe continentali | Altre coppe | Altre coppe | Altre coppe | Totale | Totale | Totale |
| Stagione                  | Squadra                   | Comp                      | Pres       | Reti       | Comp            | Pres            | Reti            | Comp               | Pres               | Reti               | Comp        | Pres        | Reti        | Pres   | Reti   |        |
| ------------------------- | ------------------------- | ------------------------- | ---------- | ---------- | --------------- | --------------- | --------------- | ------------------ | ------------------ | ------------------ | ----------- | ----------- | ----------- | ------ | ------ | ------ |
| 2011-2012                 | Chindia Târgoviște        | L2                        | 20         | 0          | CR              | 0               | 0               | -                  | -                  | -                  | -           | -           | -           | 20     | 0      |        |
| 2012-2013                 | Viitorul Costanza         | L1                        | 20         | 0          | CR              | 0               | 0               | -                  | -                  | -                  | -           | -           | -           | 20     | 0      |        |
| 2013-2014                 | Olhanense                 | PL                        | 16         | 0          | CP+CdL          | 0+1             | 0               | -                  | -                  | -                  | -           | -           | -           | 17     | 0      |        |
| 2014-2015                 | Südtirol                  | LP                        | 35         | 0          | CI+CI-LP        | 0               | 0               | -                  | -                  | -                  | -           | -           | -           | 35     | 0      |        |
| 2015-2016                 | Südtirol                  | LP                        | 28         | 0          | CI+CI-LP        | 2+0             | 0               | -                  | -                  | -                  | -           | -           | -           | 30     | 0      |        |
| 2016-gen. 2017            | Südtirol                  | LP                        | 0          | 0          | CI+CI-LP        | 0               | 0               | -                  | -                  | -                  | -           | -           | -           | 0      | 0      |        |
| Totale Südtirol           | Totale Südtirol           | Totale Südtirol           | 63         | 0          |                 | 2               | 0               |                    | -                  | -                  |             | -           | -           | 65     | 0      |        |
| gen.-giu. 2017            | Viitorul Costanza         | L1                        | 0+2        | 0          | CR+CdL          | 0               | 0               | UEL                | -                  | -                  | -           | -           | -           | 2      | 0      |        |
| 2017-2018                 | Viitorul Costanza         | L1                        | 24+10      | 0+1        | CR              | 0               | 0               | UCL+UEL            | 1+1                | 0                  | SR          | 0           | 0           | 36     | 1      |        |
| 2018-2019                 | Viitorul Costanza         | L1                        | 22+8       | 1          | CR              | 3               | 0               | UEL                | 4                  | 0                  | -           | -           | -           | 37     | 1      |        |
| 2019-2020                 | Viitorul Costanza         | L1                        | 19+13      | 0          | CR              | 0               | 0               | UEL                | 2                  | 1                  | SR          | 1           | 0           | 35     | 1      |        |
| 2020-2021                 | Viitorul Costanza         | L1                        | 26+11      | 0          | CR              | 0               | 0               | -                  | -                  | -                  | -           | -           | -           | 37     | 0      |        |
| Totale Viitorul Constanța | Totale Viitorul Constanța | Totale Viitorul Constanța | 155        | 2          |                 | 3               | 0               |                    | 8                  | 1                  |             | 1           | 0           | 167    | 3      |        |
| 2021-2022                 | Farul Costanza            | L1                        | 23+9       | 0          | CR              | 1               | 0               | -                  | -                  | -                  | -           | -           | -           | 33     | 0      |        |
| ago. 2022                 | Farul Costanza            | L1                        | 4          | 0          | CR              | 0               | 0               | -                  | -                  | -                  | -           | -           | -           | 4      | 0      |        |
| Totale Farul Costanza     | Totale Farul Costanza     | Totale Farul Costanza     | 36         | 0          |                 | 1               | 0               |                    | -                  | -                  |             | -           | -           | 37     | 0      |        |
| ago. 2022-2023            | Panaitōlikos              | SL                        | 25+6       | 0          | CG              | 0               | 0               | -                  | -                  | -                  | -           | -           | -           | 31     | 0      |        |
| 2023-2024                 | Panaitōlikos              | SL                        | 19         | 1          | CG              | 4               | 0               | -                  | -                  | -                  | -           | -           | -           | 23     | 1      |        |
| Totale Panaitōlikos       | Totale Panaitōlikos       | Totale Panaitōlikos       | 50         | 1          |                 | 4               | 0               |                    | -                  | -                  |             | -           | -           | 54     | 1      |        |
| Totale carriera           | Totale carriera           | Totale carriera           | 340        | 3          |                 | 11              | 0               |                    | 8                  | 1                  |             | 1           | 0           | 360    | 4      |        |

## Palmarès

### Club

#### Competizioni giovanili
- Campionato Primavera: 1

Roma: 2010-2011

#### Competizioni nazionali
- Coppa di Romania: 1

Viitorul Costanza: 2018-2019
- Supercoppa di Romania: 1

Viitorul Costanza: 2019